# Fenotype

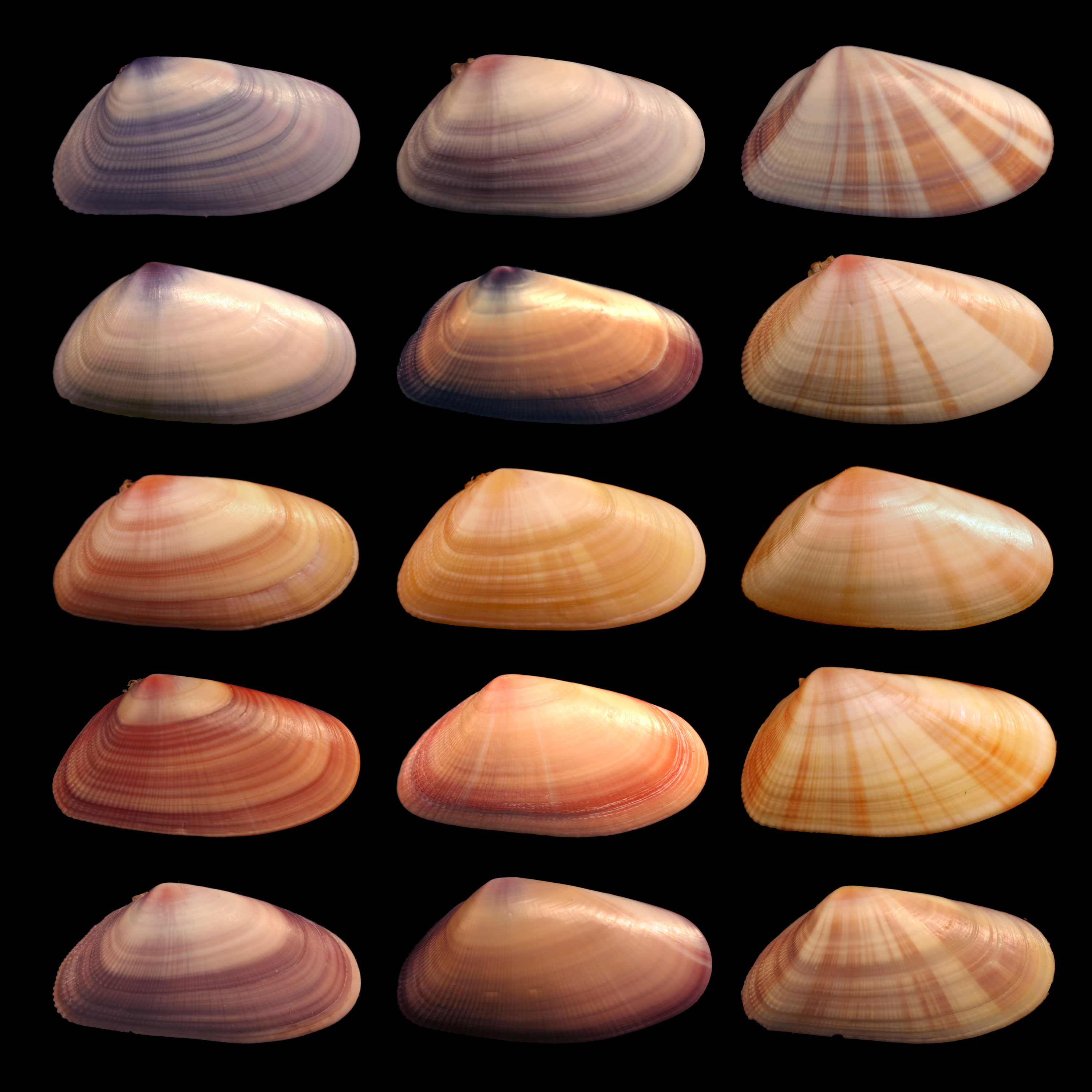
Verschillende fenotypes van de tweekleppigensoort Donax variabilis

Het fenotype is het totaal van alle waarneembare eigenschappen (kenmerken) van een organisme.
Het is het resultaat van de genetische aanleg (het genotype) van een individu en de invloed daarop van zijn omgeving (de milieufactoren). De term werd in 1911 bedacht door Wilhelm Johannsen (1857-1927), om onderscheid te maken tussen de erfelijke eigenschappen van een organisme enerzijds en het resultaat daarvan anderzijds. Het woord betekent letterlijk ‘verschijningsvorm’ en is afgeleid van het Griekse phainein, dat ‘doen schijnen’ betekent.
Fenotype zou bijvoorbeeld uitgedrukt kunnen worden met de formule:
fenotype = genotype + invloed van buitenaf

## Voorbeelden
Een voorbeeld van een fenotype is de huidskleur bij mensen. Deze wordt deels door het genotype bepaald, maar ook beïnvloed door de zon (het milieu). In dit geval heeft dus ook de omgeving invloed op het fenotype.
Een ander voorbeeld heeft betrekking op de bloemkleur van de hortensia. De zuurgraad en het aluminiumgehalte van de bodem bepaalt of de bloemen rood of blauw van kleur worden. Een zure bodem maakt de hortensia blauw, terwijl een basische bodem een rode kleur veroorzaakt. 

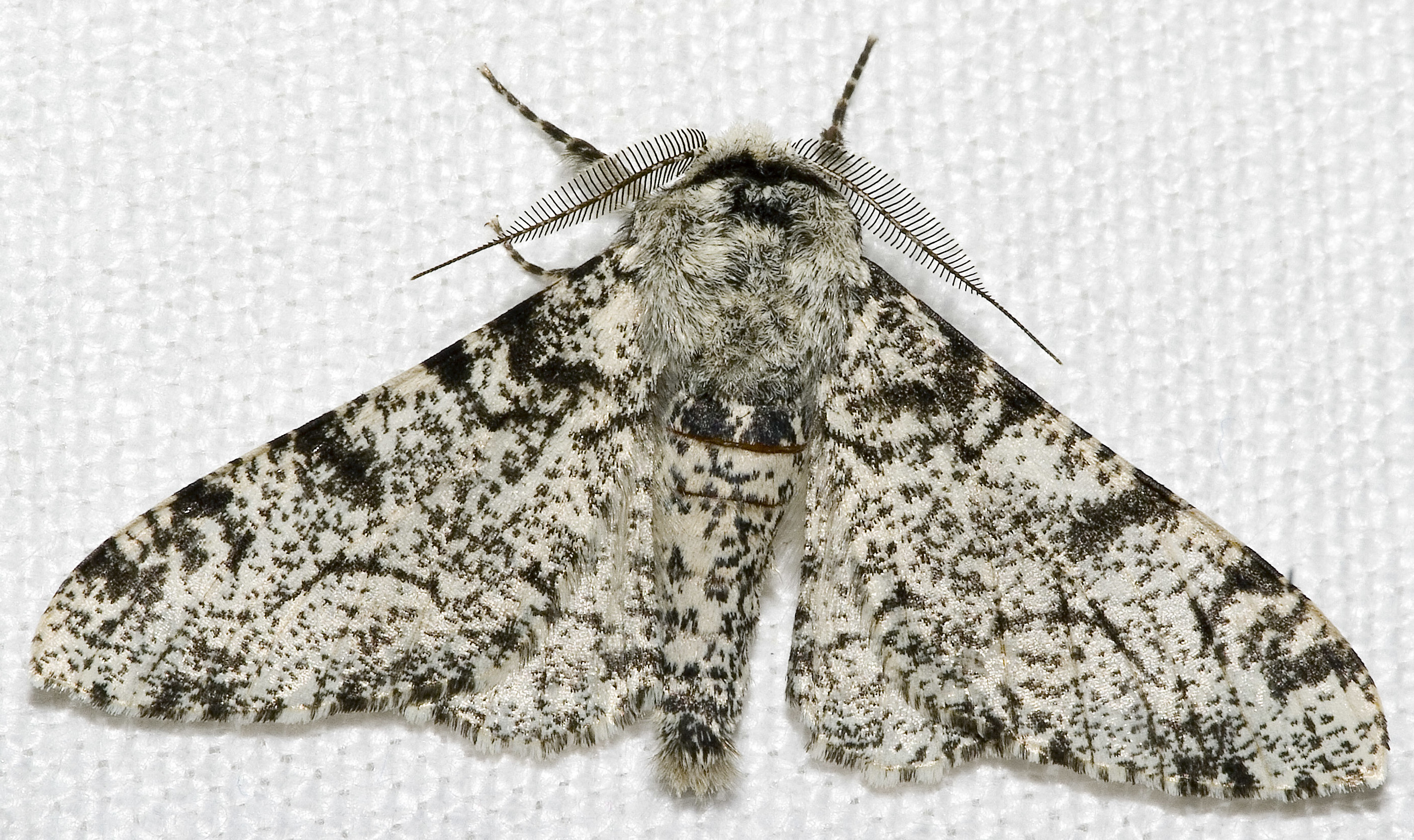
Biston betularia morpha typica
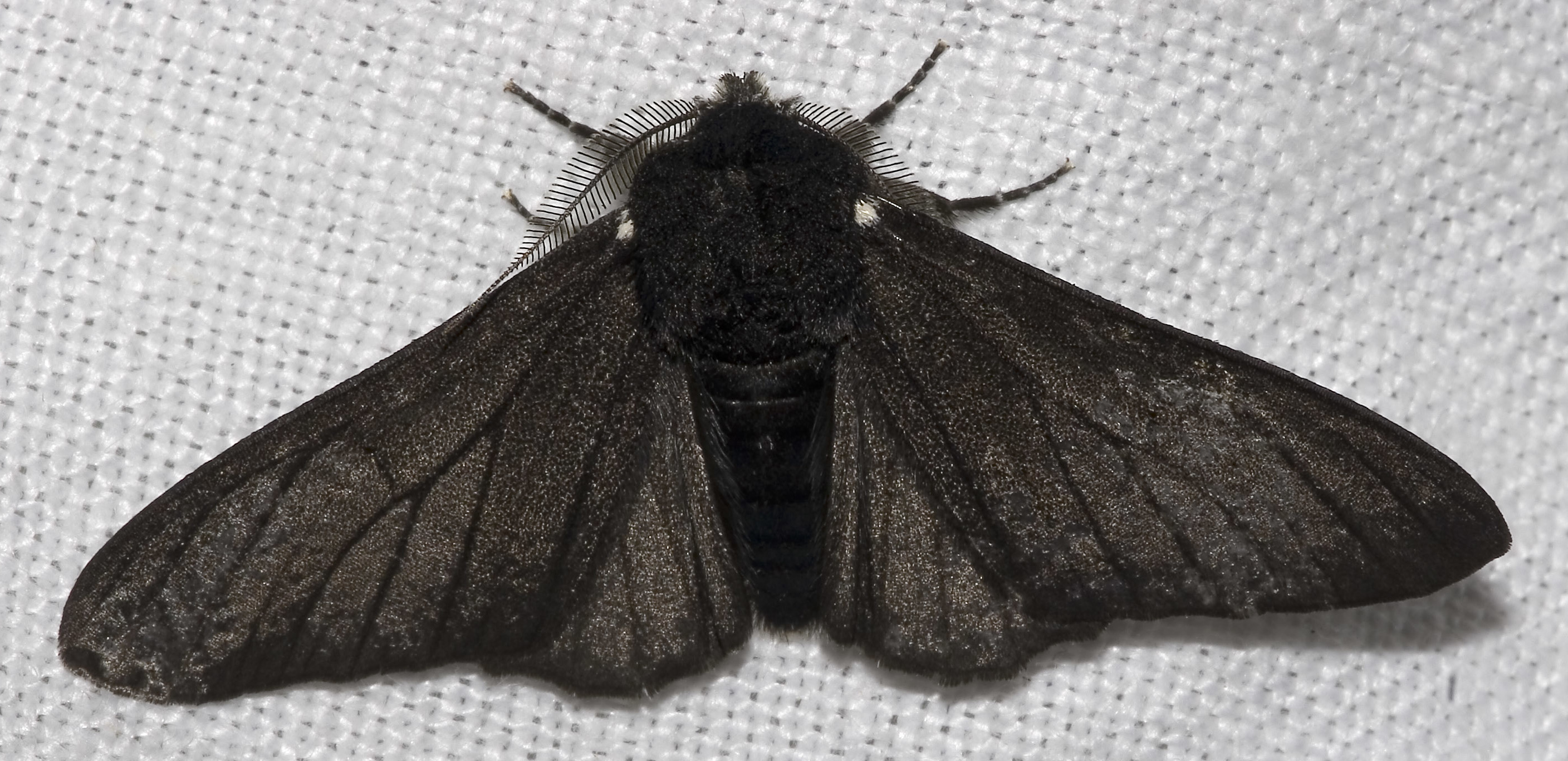
Biston betularia morpha carbonaria